# Tamana (Insel)
Tamana ist die kleinste Insel im pazifischen Archipel der Gilbertinseln. Sie gehört zum Inselstaat Kiribati.
Das 5 km lange, etwa 1 km breite Tamana liegt südöstlich des Onotoa-Atolls und westnordwestlich des Arorae-Atolls im Süden der Gilbertinseln. Zum Hauptort Bakaka gehören das Maneaba (Versammlungshaus), eine Kirche, zwei Schulen und eine medizinische Station. Im Parlament Kiribatis, dem Maneaba ni Maungatabu, ist Tamana mit einer Stimme vertreten.
Die Insel ist über den im Norden liegenden Flugplatz Tamana auf dem Luftweg erreichbar.

## Bevölkerung
Nach der Volkszählung von 2020 leben auf Tamana 1028 Menschen.

### Bevölkerungsstatistik
| Zensus   | 1978 | 2005  | 2010  | 2015   | 2020   |
| -------- | ---- | ----- | ----- | ------ | ------ |
| Barebuka | 406  | 164   | 269 ▲ | 298 ▲  | 273 ▼  |
| Bakaka   | 192  | 559   | 405 ▼ | 475 ▲  | 440 ▼  |
| Bakarawa | 253  | 152   | 277 ▲ | 331 ▲  | 315 ▼  |
| Gesamt   | 1349 | 875 ▲ | 951 ▲ | 1104 ▲ | 1028 ▼ |

### Bevölkerungsentwicklung
| Zensus | 1947 | 1963 | 1968 | 1973 | 1978 | 1985 | 1990 | 1995 | 2000 | 2005 | 2010 | 2015 | 2020 |
| ------ | ---- | ---- | ---- | ---- | ---- | ---- | ---- | ---- | ---- | ---- | ---- | ---- | ---- |
| Gesamt | 883  | 1254 | 1422 | 1392 | 1349 | 1378 | 1385 | 1181 | 962  | 875  | 951  | 1104 | 1028 |